# Tivoli (Nueva York)
Tivoli es una villa ubicada en el condado de Dutchess en el estado estadounidense de Nueva York. En el año 2000 tenía una población de 1,163 habitantes y una densidad poblacional de 256 personas por km².

## Geografía
Tivoli se encuentra ubicada en las coordenadas 43°3′34″N 73°53′56″O / 43.05944, -73.89889. Según la Oficina del Censo, la ciudad tiene un área total de 5 km² (1,9 mi²), de la cual 5 km² (1,9 mi²) es tierra y 0 km² (0 mi²) (2.60%) es agua.

## Demografía
Según la Oficina del Censo en 2000 los ingresos medios por hogar en la localidad eran de $40,536, y los ingresos medios por familia eran $53,393. Los hombres tenían unos ingresos medios de $41,375 frente a los $26,000 para las mujeres. La renta per cápita para la localidad era de $20,478. Alrededor del 17.5% de la población estaban por debajo del umbral de pobreza.
Aquí se ambienta la serie de USA Network Eyewitness